# Ballista
Ballista († 261) diente als Prätorianerpräfekt unter Macrianus Minor. In einigen Quellen wird sein Name auch als Kallistos wiedergegeben; es ist unklar, ob es sich dabei um seinen tatsächlichen Namen oder einen Überlieferungsfehler handelt.
Über Ballista sind nicht viele Details bekannt. Dass er Prätorianerpräfekt Kaiser Valerians gewesen sei, wie in der Historia Augusta behauptet, ist wohl als unhistorisch zu betrachten. Nach der Gefangennahme Valerians durch die Perser im Jahr 260 war es Ballista gelungen, eine persische Streitmacht zu schlagen und das belagerte Pompeiopolis zu entsetzen. Auch der Harem des Perserkönigs Schapur I. wurde von Ballista erbeutet.
Die Wirren nach Valerians Gefangennahme nutzten im Osten des Reichs nun eine Reihe von Personen aus, um Gallienus, der im Westen war, die Herrschaft streitig zu machen. Ballista favorisierte dabei Macrianus Maior, der als procurator arcae et praepositus annonae die Kontrolle über Valerians Staatsschatz hatte, aufgrund seines Alters und seines Gesundheitszustands aber verzichtete. Es gelang ihm jedoch, seine beiden Söhne Macrianus Minor und Quietus zu Kaisern erheben zu lassen.
Quietus blieb mit Ballista im Osten und residierte in Emesa, während sein Bruder und sein Vater mit ihrer Armee nach Westen marschierten, um die Kontrolle über den Rest des Römischen Reiches zu erhalten. Macrianus Maior und Macrianus Minor wurden jedoch in Thrakien von Gallienus’ General Aureolus geschlagen. Macrianus und sein Sohn Macrianus Minor wurden getötet. Damit war auch die Usurpation im Osten faktisch gescheitert. Quietus wurde bald darauf in Emesa von der Bevölkerung getötet, während Ballista sich noch kurzzeitig retten konnte. Nach der spätantiken Historia Augusta wurde Ballista angeblich nun selbst zum Kaiser proklamiert, was aber nicht glaubwürdig ist; die Kaisererhebung des Ballista wird daher von der althistorischen Forschung als Fiktion angesehen. Ballista selbst wurde ohnehin kurz darauf von Septimius Odaenathus von Palmyra getötet.
In den historischen Romanen des Althistorikers Harry Sidebottom ist ein sehr lose auf Ballista basierender römischer Offizier der Protagonist der Handlung, die in den 250er und 260er Jahren angesiedelt ist.